# Jacques Dupuis
Jacques Dupuis foi um padre jesuíta que nasceu em Charleroi (Huppaye, Brabant), Bélgica, em 1923. Ingressou na Companhia de Jesus como noviço em 1941. Entre 1948 e 1984, viveu na Índia, onde estudou ensinamentos hindus. Após o seu retorno à Europa, ensinou na Pontifícia Universidade Gregoriana e foi consultor do Pontifício Conselho para o Diálogo Inter-Religioso e da Comissão para a Missão e a Evangelização do Conselho Mundial de Igrejas em Genebra. Em 1997, publicou: "Toward a Christian Theology of Religious Pluralism" (Para uma teologia cristã do pluralismo religioso), no qual sugeriu que a salvação poderia ser possível através de religiões não-cristãs, e que as religiões não-cristãs desempenharam um papel vital nas religiões cristãs. Basicamente, argumentava que, enquanto que para os cristãos: Jesus é a manifestação e sacramento de Deus, não se poderia esperar que os não-cristãos percebessem Jesus da mesma forma. Ele morreu em 28 de dezembro de 2004 em Roma .
Em janeiro de 2001, a Congregação para a Doutrina da Fé emitiu uma notificação contra "Para uma teologia cristã do pluralismo religioso", por entender que a referida obra continha ambiguidades e dificuldades em pontos doutrinais, que poderiam induzir o leitor em opiniões errôneas.
Dupuis acreditava que a atual ação de Deus através do Verbo e do Espírito diz respeito a toda a história humana e encontra espaços nas várias culturas e religiões, mesmo onde a fé em Cristo não é conhecida ou praticada.

## Atuação na Índia e na Pontifícia Universidade Gregoriana
Em 1949, desembarcou em Bombaim, e seguiu para Calcutá. Três anos depois, começou a estudar teologia no St Mary's College em Kurseong nas encostas do Himalaia e foi ordenado sacerdote em 1954. Depois para prosseguir os estudos, foi enviado para a Pontifícia Universidade Gregoriana, em Roma, onde obteve um doutorado em 1959. Depois disso, voltou para St Mary's College em Kurseong como um professor. Em 1971, quando a faculdade de teologia foi transferida para Nova Déli, fez uma viagem de 1.250 milhas em uma motocicleta. Depois disso, ele se tornou o principal conselheiro teológico para Conferência dos Bispos Católicos da Índia. Entre 1977 e 1984, foi o editor-chefe da revista teológica Vidyajyoti, durante esse tempo, ele e o Padre Josef Neuer escreveram um trabalho intitulado: "The Christian Faith In The Doctrinal Documents Of The Catholic Church".
Em 1984, deixou a Índia para assumir um posto de professor na Pontifícia Universidade Gregoriana, em Roma, por sugestão de Pedro Arrupe, superior dos jesuítas, que tinha grande apreço pelo trabalho de Dupuis.
Na Índia, Dupuis era identificado como um teólogo "ocidental e conservador", mas na Pontifícia Universidade Gregoriana, passou a ser considerado um teólogo "muito radical", identificado como "um símbolo do progressismo e da abertura". Seus cursos e seminários estavam sempre cheios e inúmeras as solicitações de orientação. Entre 1985 e 2003, foi diretor da revista ''Gregorianum''. 
Em Roma, foi um dos principais responsáveis pela redação de um dos mais abertos documentos pontifícios sobre o tema do diálogo do cristianismo com as religiões, denominado "Diálogo e Anúncio" (1991), do Pontifício Conselho para o Diálogo Inter-religioso.

## Conflito com o Vaticano
A obra "Toward a Christian Theology of Religious Pluralism" (Para uma teologia cristã do pluralismo religioso) foi publicada quase que simultaneamente em inglês, francês e italiano ("Verso una teologia cristiana del pluralismo religioso" (Rumo a uma teologia cristã do pluralismo religioso)) no fim de 1997; em 1999, foi publicada a tradução para o português; e em 2000, foi publicada a tradução para para o espanhol. Inúmeras resenhas foram feitas em inglês, francês e italiano; merecendo destaque aquela publicada em 22 de novembro de 1997 pelo Jornal Avvenire, pertencente a dioceses da Itália.
No dia 14 de abril de 1998, foi publicada, também no Jornal Avvenire, uma crítica negativa
Em 2 de outubro de 1998, Dupuis foi comunicado, por meio do Superior Geral da Companhia de Jesus, sobre a existência de um documento de nove páginas com 14 questionamentos contra o livro "Toward a Christian Theology of Religious Pluralism". O documento afirmava que a Congregação para a Doutrina da Fé encontrou na referida obra: "graves erros ou ambiguidades doutrinais sobre as doutrinas do divino e da fé católica concernentes à revelação, à soteriologia (o ensino da salvação), à cristologia e à trindade" e que a obra apresentava várias "afirmações perigosas" que "não podem ser seguramente ensinadas", tais como o uso de "Mãe" para a primeira pessoa da trindade. Foram concedidos três meses para que Dupuis respondesse às questões.
Com o abalo causado pela comunicação, o teólogo, que sofria de uma enfermidade crônica, passou duas semanas no hospital.
Dupuis contou com a ajuda do padre jesuíta Gerald O’Collins, para formular sua resposta.
Em 16 de janeiro de 1999, a revista londrina The Tablet publicou o artigo "Em defesa do Pe. Dupuis", escrito pelo Cardeal Franz König, bispo emérito de Viena, defensor de longa data do diálogo inter-religioso e reconhecido por ter desempenhado um importante papel na eleição de João Paulo II. Antes disso, o arcebispo de Calcutá e outros líderes católicos já haviam expressado seu apoio a Dupuis.
Posteriormente, o The Tablet publicou a tradução de uma carta aberta dirigida ao cardeal König assinada pelo Cardeal Ratzinger, que revelou surpresa e tristeza em relação ao artigo de König, afirmou que a Congregação para a Doutrina da Fé apenas enviou algumas questões confidenciais ao Pe. Dupuis e nada mais do que isso.
Dupuis encaminhou sua resposta, com 188 páginas, em dezembro de 1998. Meses de silêncio se seguiram, e isso teve repercussões na saúde do teólogo, que em fevereiro de 1999, voltou a adoecer. A resposta veio no final de julho de 1999, na qual, a Congregação, mais uma vez, deu a Dupuis três meses para responder.
Em novembro de 1999, Dupuis encaminhou sua resposta, à segunda manifestação da Congregação, com cerca de 60 páginas. Em meados de agosto de 2000, ele soube que a Congregação havia preparado uma "declaração" (Dominus Iesus) sobre a questão de Cristo como o único e universal salvador e uma "notificação" sobre o seu livro e que o Cardeal Ratzinger o tinha convidado para uma reunião marcada para 4 de setembro de 2000, um dia antes da publicação da Dominus Iesus.
No dia 1º de setembro, Dupuis recebeu as cópias da "notificação" de 15 páginas sobre seu livro e o texto de 32 páginas da Dominus Iesus, ambos os documentos aprovados oficialmente pelo papa em 16 de junho. Além disso, foi informado que a Congregação desejava publicar a Dominus Iesus no dia 5 de setembro e a "notificação" na mesma semana.
Durante a reunião com Ratzinger no dia 4 de setembro, Gerald O’Collins falou em nome de Dupuis. Nessa reunião, Dupuis teve a impressão de que Ratzinger não tinha compreendido bem os detalhes de sua teologia, ou então estava mal informado a respeito. Ao final da reunião, Ratzinger indagou se Dupuis: "[...] estaria disposto a declarar que seu livro deve ser compreendido à luz de nossa Declaração Dominus Iesus?". Dupuis respondeu: "Eminência, temo que o senhor esteja pedindo muito de mim".
No dia 5 de setembro, conforme planejado, a Congregação publicou a declaração Dominus Iesus sobre a "unicidade e a universalidade salvífica de Jesus Cristo e da Igreja", enquanto que a publicação da "notificação" foi adiada para dezembro, além disso a "notificação" foi reduzida de quinze para sete páginas. Apesar das dúvidas sobre a forma como a Congregação interpretaria sua assinatura, Dupuis assinou esta segunda versão da "notificação", em meados de dezembro.
Em 26 de fevereiro de 2001, a Congregação para a Doutrina da Fé publicou uma terceira versão da "notificação", oficialmente aprovada pelo Papa um mês antes e um pouco diferente do texto que Dupuis assinara antes do Natal. O que angustiou o notificado, foram quatro novas linhas de texto no documento que se referiam à sua assinatura: "Com sua assinatura o autor se comprometeu em concordar com as teses estabelecidas (na notificação) e em seguir, na sua atividade teológica futura bem como nas publicações, os conteúdos doutrinais indicados na notificação do livro em questão", pois lhe pareceu um abuso acrescentar tais considerações após ter ele assinado a versão anterior do documento que não continha tais considerações.

## Últimos anos
Após a publicação da notificação, Dupuis passou a ter "uma sensação de liberdade recuperada embora limitada", e voltou a escrever e a dar palestras.
Em 2001, publicou um novo livro com o título: "O cristianismo e as Religiões". No post scriptum desta obra, disse que: "Afirmações absolutas e exclusivas sobre Cristo e sobre o cristianismo, que reivindicassem a posse exclusiva da auto-manifestação de Deus ou dos meios de salvação, distorceriam e contradiriam a mensagem cristã e a imagem cristã".
Ao longo do ano de 2003, proferiu palestras em Berlim, na França, na Holanda, na Índia, no México, na Polônia, em Portugal, na Suíça, na Tailândia, nos Estados Unidos e várias cidades dentro da Itália. Acobou por reconhecer que as medidas tomadas pela Congregação da Doutrina da Fé, além de trazê-lo "ao conhecimento dos teólogos de todo o mundo e provocar-lhes a simpatia", também impulsionou massivamente as vendas do livro "Toward a Christian Theology of Religious Pluralism" em cinco idiomas.
O último ano de sua vida foi muito doloroso, principalmente por causa de uma alegação vinda da Congregação da Doutrina da Fé de que novos escritos de Dupuis, publicados em 2004, minariam a unicidade de Jesus Cristo.
Essa nova situação afetou a saúde de Dupuis, que morreu em 28 de dezembro de 2004, antes de uma nova reunião com a Congregação para a Doutrina da Fé, que estava agendada para o início de 2005.

## Obra póstuma
Em 2014, foi publicada a obra o "Perché non sono eretico. Teologia del pluralismo religioso: le accuse, la mia difesa" (Por que não sou herege. Teologia do pluralismo religioso: as acusações, a minha defesa (ou "Jacques Dupuis Faces the Inquisition" (Jacques Dupuis enfrenta a Inquisição), na versão em inglês), pela EMI (Edições Missionárias Italianas, uma editora católica). A obra foi organizada por William Burrows, seu editor norte-americano, e contém dois longos textos de autodefesa, do próprio condenado, contra a "notificação" e de acusação contra a Dominus Iesus.
A obra possui quatro capítulos, os Capítulos II e III contém pontos de vista de Dupuis sobre a Dominus Iesus e sobre o processo movido contra ele pela Congregação para a Doutrina da Fé, os Capítulos I e IV, são de autoria de Burrows, e contém o ponto de vista de Burrows sobre o processo movido contra Dupois.
Os referidos Capítulos II e III, inicialmente seriam um posfácio da obra: "O cristianismo e as religiões", mas isso não em razão de proibição de seus superiores, diante do clima tenso que marcava o período. Os jesuítas não poderiam permitir que um de seus integrantes fizesse um ataque mais direto à Dominus Iesus, num momento em dois outros jesuítas (Jon Sobrino e Roger Haight) eram investigados pela Congregação para a Doutrina da Fé. Esses dois Capítulos abordavam sua reação tanto com respeito à Dominus Iesus e ao seu processo, reafirmando seus principais argumentos teológicos, em defesa de um pluralismo inclusivo.
Dupuis tinha reservas em relação à Dominus Iesus, pois ao seu ver, a reivindicação da unicidade e universalidade de Jesus Cristo não reduz o espaço para uma teologia "aberta" das religiões. Defendia a plenitude da revelação de Deus em Jesus Cristo, entendida porém como uma "plenitude qualitativa" e não "quantitativa", e, desse modo, mantinha aberto o mistério de Deus que permaneceria escondido para ser manifestado plenamente no escaton.
Dupuis era um crítico do cristomonismo presente na Dominus Iesus, pois seria uma excessiva concentração cristocêntrica do mistério da salvação e encobria sua fundamental dimensão trinitária. A perspectiva trinitária era um dos traços essenciais da reflexão de Dupuis, que afirmava que: "Deus Pai é aquele que fundamentalmente salva; Jesus Cristo é, na humanidade e no percurso histórico de sua vida, morte e ressurreição humana, o sacramento primordial da ação salvífica de Deus; o Espírito Santo torna o valor salvífico do evento-Cristo presente e atual em todo tempo e lugar".
Dupuis evitava atribuir a Jesus Cristo o caráter de "salvador absoluto", pois trata-se de um atributo que se reservaria à "Realidade última" ou ao "Ser Infinito", que, portanto, não poderia incidir sobre nenhuma realidade finita, aqui incluída a existência humana do Filho-de-Deus-feito-homem. Segundo Dupuis, é o próprio Deus e não Jesus Cristo em sua humanidade "a suma e original fonte da revelação e da salvação". Somente a Deus poderia ser atribuído o qualificativo de Revelador e Salvador absoluto. Ele sustentava que a Exortação Apostólica Evangelii Nuntiandi (EN 8) e a Encíclica Fides et Ratio, quando afirma que, na vida da Igreja, "cada verdade alcançada é apenas mais uma etapa rumo àquela verdade plena que há de se manifestar na última revelação de Deus, acentuariam essa ideia de Deus (ou de seu Reino) como único absoluto. Aplicar a Jesus o traço de "mediação fundamental" da salvação, como indicado na Dominus Iesus, é uma limitação. A fonte fundamental ou causa primeira seria o Deus Pai e Jesus Cristo agiria enquanto mediador entre Deus e a humanidade no nome e sob a iniciativa do Pai. Em última análise, seria de Deus que derivariam os elementos de verdade e de bondade presentes nas tradições. Nesse contexto, observa que o próprio Jesus "admitiu não conhecer o último dia (cf. Marcos 13:32 e Mateus 24:36 e relata a convicção dos exegetas de que "provavelmente Ele compartilhava a errada opinião da época de que o fim estava próximo".
O entendimento de que a revelação de Deus em Jesus Cristo não exauriria inteiramente mistério de Deus teria repercussões vivas na relação do cristianismo com as outras religiões. O Concílio Vaticano II teria buscado resguardar um lugar reservado ao mistério de Deus e reconhecendo a legitimidade de caminhos que só Deus conhece (GS 22 e AG 7). Dupuis buscaria seguir esta mesma trilha, salvaguardando o direito e a dignidade das diversas tradições religiosas, também portadoras de "verdade e graça" (AG 9). Daí sua reação crítica à Dominus Iesus quando estabeleceria uma distinção entre fé e crenças.
Segundo Dupuis, quando a Dominus Iesus estabelecia uma rígida separação entre a fé divina, específica do cristianismo, e as crenças religiosas, reduzidas a meras opiniões humanas, assumiria uma posição que seria ofensiva com todas as outras tradições religiosas, incluindo o judaísmo e o islamismo. Para Dupuis não haveria nenhuma justificação bíblica para refutar a extensão da fé divina para os membros das outras religiões.
Dupuis entendia que era problemática a afirmação da Dominus Iesus que sustentava que as outras tradições religiosas "objetivamente se encontram numa situação gravemente deficitária, se comparada com a daqueles que na Igreja têm a plenitude dos meios de salvação" (DI 22), pois isso feriria a dignidade dessas outras tradições religiosas.
Segundo Dupuis, o conceito de salvação apresentado pela Dominus Iesus encurtaria horizontes, com um traço exclusivo de consciência da verdade e ausência do essencial, que seria o traço do amor, do ágape, que, segundo Jesus, seria o traço fundamental para indicar o caminho da salvação (Mateus 25:31–46 e I João 4:16). O que fundamentalmente contaria para a salvação, não seria o acesso à plenitude da verdade, nem o beneficiamento dos meios de salvação confiados por Jesus à Igreja, mas o exercício do amor (115).
Em relação ao papel exercido pela Igreja no plano da salvação, Dupuis sustentava que esta atuação não implicaria, necessariamente, "uma atividade de mediação universal da graça" em relação aos membros de outras tradições religiosas. Nesse sentido, defendia a tese contida no parágrafo 29 do documento "Diálogo e Anúncio", da Pontifícia Comissão para o Diálogo Inter-Religioso, segunda a qual, os participantes de outras tradições religiosas teriam acolhido ao convite de Deus sem necessariamente recorrer à Igreja, mas mediante o exercício da fé e do amor, e seria "através da prática daquilo que é bom nas suas próprias tradições religiosas, e seguindo os ditames da sua consciência, que os membros das outras religiões respondem afirmativamente ao convite de Deus" (DA 29). Desse modo, se reconheceria que "os elementos de verdade e de graça presente nas tradições podem ser os canais mediante os quais Deus alcança seus membros com a sua salvação" (153 e 154).
Segundo Burrows, Dupuis seria um teólogo "revisionista", mas ortodoxo, que não foi entendido e nem mesmo propriamente "lido" pelo cardeal Ratzinger. A condenação de Dupuis teria como verdadeiros autores os cardeais: Tarcísio Bertone e Ângelo Amato, ambos salesianos.
Dupuis sempre foi consciente da dificuldade do seu empreendimento teológico. O seu objetivo era o de retomar o tema, por excelência plural, das doses de verdade e de possível salvação concedidas fora da Igreja e aos não cristãos, de retomá-lo a partir de onde o Concílio Vaticano II o havia deixado, com a declaração Nostra Aetate, de 1965.
A sua Igreja, como a de João XXIII e de Paulo VI: "não rejeita nada do que é verdadeiro e santo" nas outras religiões e reconhece nelas "um raio daquela verdade que ilumina todos os homens".
Tais ideias foram reforçadas pelo fato dele ter passado 36 anos de atividade religiosa na Índia. Segundo ele: ninguém poderia viver em contato com a fé de milhões e milhões de seres humanos devotos aos seus ritos, dotados de moral e de sentido do pecado, e depois imaginar que eles seriam condenados por um Bom Deus, porque não passaram a fazer parte da Igreja Católica Romana, uma oportunidade da qual três quartos da humanidade nem mesmo tomou consciência.
A teologia do diálogo permanecia para ele estreitamente dentro de uma visão "cristocêntrica" da salvação, certamente distinta da perspectiva "eclesiocêntrica", da qual ele não encontrou as bases nos textos sagrados e que considerava como fruto maligno do medo.
Dupuis identificou passagens de Orígenes de Alexandria, que, fortalecido pelo seu platonismo, imaginava que todo o gênero humano seria uma restituição ou reabilitação final; apoio-se em escritos de De Pace Fidei e de Nicolau de Cusa, um humanista que foi cardeal no Século XV, que imaginou um concílio celeste em que todas as fés do mundo encontravam um acordo sobre a unicidade da religião "na variedade dos ritos".
Para De Cusa, naquele sonho, as religiões eram diferentes porque Deus tinha mandado diversos profetas em diversos tempos e com diversas linguagens, mas tais religiões era, substancialmente, "complementares".
A ousadia, certamente suspeita de heresia, não escapou da percepção de Dupuis e nem mesmo de outro teólogo reformador como Urs Von Balthasar, que escreveu que o pensamento de De Cusa foi tão "aventuroso que só podemos nos surpreender pelo fato de não ter sido posto no Índex".
Ao examinar a amplitude da perspectiva da salvação na teologia cristã, Dupuis vê três etapas históricas: uma primeira, na qual o princípio extra Ecclesiam nulla salus é afirmado em todo o seu exclusivismo, o de um cristianismo minoritário e sitiado, no Império Romano antes de Constantino; uma segunda, na qual existiu uma abertura limitada para as outras religiões, como revelação primordial; uma terceira, na qual se captam valores positivos nas outras religiões como preparatórios.
Depois, se preocupa em responder a seguinte questão: "que significado têm as outras tradições no desígnio divino?". E esse é o terreno do desafio para a "teologia das religiões" ou "teologia pluralista". Aquele terreno que os autores da Dominus Iesus imaginavam cancelar ou "ordenar", no sentido de "subordinar", inteiramente à hierarquia de verdades ditada pela doutrina vaticana.
Dupuis trabalhou em favor do diálogo entre as religiões, entendido como um caminhar em comum visando o horizonte maior do Mistério, que a todos escapa. Tal caminhar, foi também uma busca de aprofundamento da compreensão do mistério de Cristo, que foi sua "paixão constante". Nesse caminho encontrou muitas dificuldades e resistências, principalmente decorrentes de dificuldades de setores da igreja católica em acolher uma perspectiva mais arejada e ousado do cristianismo. Depois de iniciado o processo contra ele, viu crescer ao seu redor as resistências ao seu pensamento, mesmo entre alguns colegas da Pontifícia Universidade Gregoriana.
Foi muito duro para um teólogo movido por grande amor à igreja, ver sua obra rechaçada e incriminada como desviante. Ele afirmava que se enrubescia só de imaginar que sua obra poderia causar dano aos seus leitores. Foi muito humilhante para ele ter que vivenciar, no final de sua carreira acadêmica, aos 74 anos de idade, com atitudes hostis que o impediam de continuar a exercer o seu trabalho na Pontifícia Universidade Gregoriana e com a irradiação nos meios de comunicação de artigos que incriminavam a sua reflexão teológica. Tudo isso somado acabou produzindo nele uma depressão que se aprofundou no final da vida, e antecipou a sua morte.
O texto póstumo de Dupuis também é uma caça às "ambiguidades" e aos "erros" da Dominus Iesus que pretende barrar o caminho para uma retomada das teses conciliares e fechar o passo para o Diálogo inter-religioso. Questão a ser reaberta a partir da memória de um jesuíta que buscava sua reabilitação.